# Songs of the Season
Songs of the Season är ett julalbum av Randy Travis, utgivet 2007.

## Låtlista
| Nr  | Titel                                            | Kompositör                          | Längd |
| --- | ------------------------------------------------ | ----------------------------------- | ----- |
| 1.  | (There's No Place Like) Home for the Holidays    | Robert Allen, Al Stillman           | 2:52  |
| 2.  | Have Yourself a Merry Little Christmas           | Ralph Blane, Hugh Martin            | 3:34  |
| 3.  | O Holy Night                                     | Adolphe Adam, John Sullivan Dwight  | 3:42  |
| 4.  | Go Tell It On The Mountain                       | traditionell/John Wesley Work, Jr.  | 3:35  |
| 5.  | Labor of Love                                    | Andrew Peterson                     | 4:41  |
| 6.  | Angels We Have Heard on High                     | Public Domain                       | 3:25  |
| 7.  | Let It Snow! Let It Snow! Let It Snow!           | Sammy Cahn, Jule Styne              | 2:21  |
| 8.  | Away in a Manger                                 | William J. Kirkpatrick              | 2:48  |
| 9.  | O Little Town of Bethlehem                       | Public Domain                       | 3:17  |
| 10. | Nothin's Gonna Bring Me Down (At Christmas Time) | Pat Alger                           | 3:11  |
| 11. | The First Noel                                   | Kirkpatrick                         | 3:37  |
| 12. | Joy to the World                                 | Georg Friedrich Händel, Isaac Watts | 2:48  |
| 13. | Our King                                         | Randy Travis                        | 3:21  |

## Listplaceringar
| Lista (2007)                               | Topplacering |
| ------------------------------------------ | ------------ |
| Amerikanska Billboard Top Christian Albums | 9            |
| US Billboard Top Country Albums            | 26           |
| Amerikanska Billboard 200                  | 131          |
| Amerikanska Billboard Top Holiday Albums   | 9            |

### Fotnoter
1. ↑  ”Songs of the Season Charts” (på engelska). Allmusic. 12 mars 2007. http://www.allmusic.com/album/songs-of-the-season-mw0000486035/awards. Läst 14 november 2014.